# Bataillon français de l'ONU
Le bataillon français de l'ONU (BF/ONU) fut un bataillon d'infanterie formé de militaires volontaires de l'armée française et de l'Union française issus de toutes les armes et des réserves qui intervint pendant la guerre de Corée (1950-1953).
Il est la principale composante des forces françaises dans la guerre de Corée.
Il fut envoyé par le gouvernement pour représenter la France dans les forces terrestres multinationales (constituées de contingents d'une vingtaine de pays, dont une grande partie en provenance des États-Unis) mandatées par le Conseil de sécurité des Nations unies dans sa résolution 83 du 27 juin 1950.

## Historique

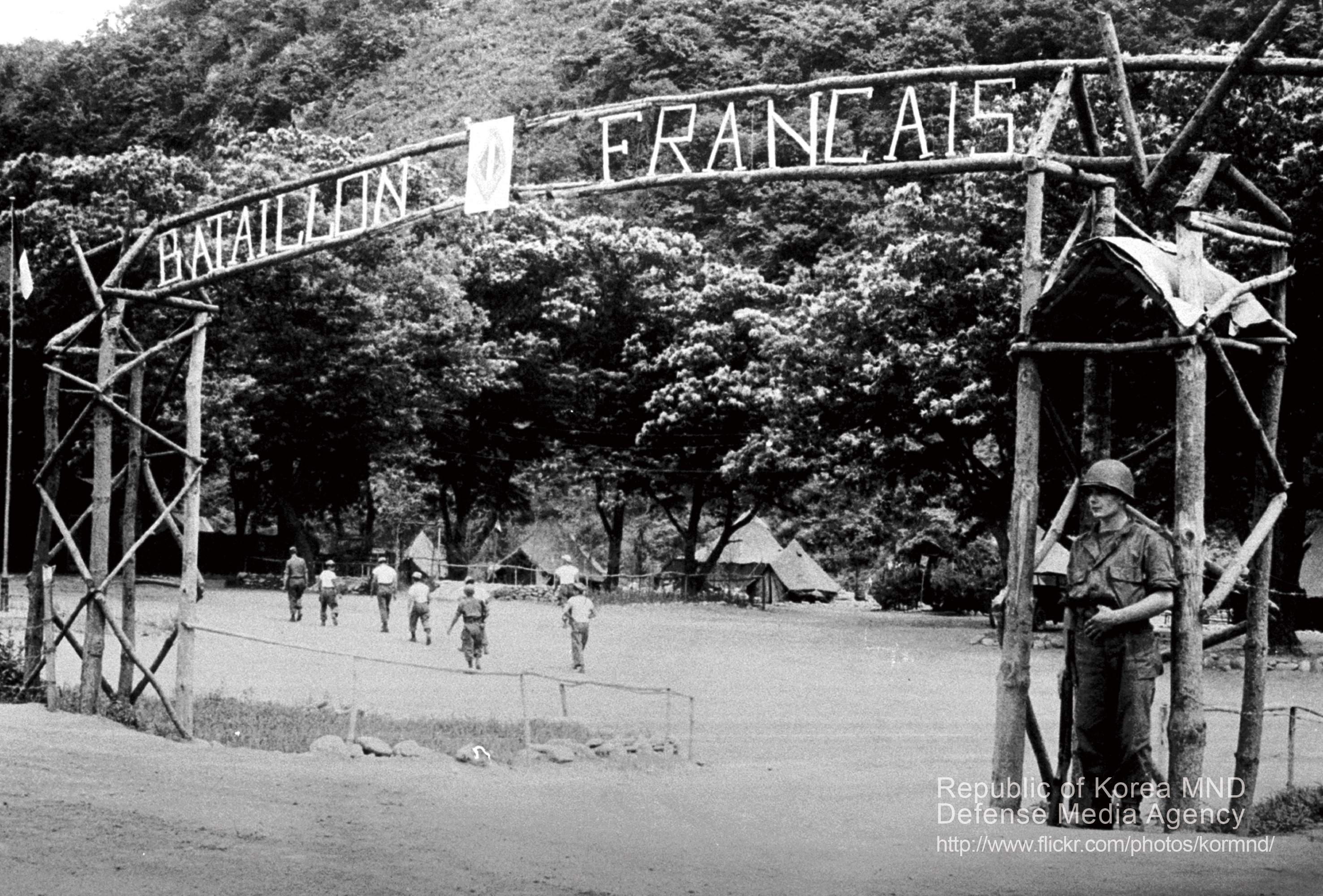
Baraquement du bataillon français de l'ONU.

Le 25 août 1950, le gouvernement dirigé par René Pléven, pendant la présidence de Vincent Auriol, organise la formation d'un bataillon formé de volontaires issus de régiments métropolitains, d'outre mer et des réserves dont le premier élément sera créé au camp d’Auvours (Sarthe) en septembre 1950, accueillant depuis le 21 janvier 1963 le 2e régiment d'infanterie de marine. Le bataillon embarqua à Marseille le 25 octobre et débarqua à Fusan (Pusan) le 29 novembre 1950 pour être intégré au 23rd Infantry Regiment de la Second (Indianhead) Infantry Division des États-Unis.
Ses 1 017 hommes étaient organisés en une compagnie de commandement, trois compagnies de combat et une compagnie de blindés. Les compagnies de combat étaient divisées en trois sections, chacune disposant d’une mitrailleuse de calibre .50 BMG et de trois mitrailleuses automatiques Browning, ainsi que d’une section de soutien munie de deux mortiers de 60 mm et de deux canons sans recul de 57 mm. La compagnie de blindés était composée d’une section de combat dotée de huit mitrailleuses de calibre 12,7 mm et d’une autre section de combat dotée de quatre canons sans recul de 75 mm. Une unité de remplacement forte de quatre cents hommes venait compléter ce déploiement.
Ses compagnies se composaient de profils particuliers : la première accueillait principalement des vétérans des troupes coloniales, la deuxième des vétérans de l’infanterie métropolitaine et la troisième, des parachutistes et d’anciens légionnaires. Des artilleurs et des spécialistes formèrent la compagnie de commandement, et la compagnie de blindés attira des recrues aux compétences particulières. La composition différente des compagnies apporta un motif de compétition entre elles, ce qui incita les soldats à se dépasser.
Afin d'adapter ses effectifs au format américain de Regimental combat team qui est celui du 23e Régiment d'infanterie US, dans lequel il est intégré, le bataillon français créera une compagnie mixte comprenant des soldats coréens ROK (Republic of Korea) avec un encadrement français.
Il fut de tous les principaux combats jusqu'à la fin des hostilités, de leur baptême du feu à Wonju aux batailles de Twin Tunnels, Chipyong-ni et bataille de Crèvecœur (Battle of Heartbreak Ridge).
Le bataillon français de l'ONU a perdu au combat 269 volontaires français et 18 Coréens intégrés au bataillon tués, 1 350 blessés (dont certains à plusieurs reprises), 12 prisonniers de guerre et 7 portés disparus.
Au total, 3 421 Français se sont succédé dans les rangs du BF/ONU.
Le 23 juillet 1953 l'armistice est signé à Panmunjon.
Le 23 octobre 1953, le bataillon français quitte les forces de l'ONU et embarque à Incheon pour l'Indochine.

## Principaux combats

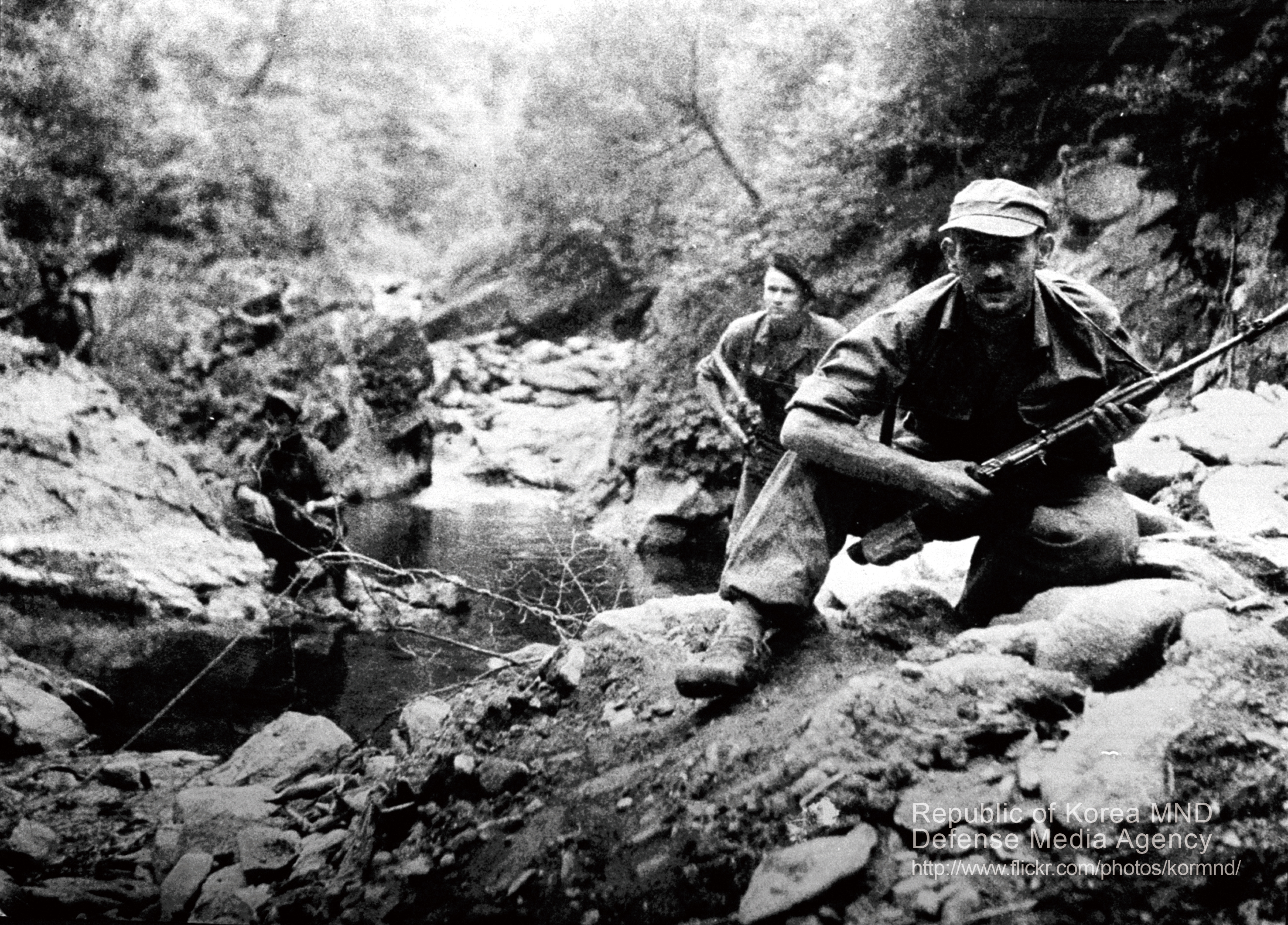
Deux militaires français sur le champ de bataille.

### Situation militaire antérieure
Le 25 juin 1950, les Forces armées de la Corée du Nord (In min gun), puissamment armées, envahissent sans préavis le territoire de la Corée du Sud. C'est le début de la guerre de Corée.
Devant la supériorité écrasante de l'adversaire, les Forces armées de la république de Corée - baptisée ROK (Republic Of Korea) - dépourvus de moyens lourds et de blindés, perdent le combat.
Le 26, le Conseil de sécurité de l'ONU réuni en toute hâte prend une résolution appelant ses membres à fournir « toute l'assistance qui s'avèrera nécessaire » à la Corée du Sud.
Le 1er juillet les premiers éléments de la 24e Division américaine stationnée au Japon débarquent en Corée. D'autres troupes alliées commencent à arriver. Mais les forces communistes du Nord continuent à déferler, écrasant tout ce qui offre une résistance organisée.
Début août, le blocus naval de la Corée est total.
L'aviation alliée embarquée ou opérant depuis le Japon a déjà effectué plus de 10 000 missions de bombardement ou de soutien. Le front se stabilise enfin sur un périmètre de 160 sur 80 km accroché dans une boucle du fleuve Nakdong : le « périmètre de Pusan », autour de ce grand port du sud par où se déversent continuellement troupes et matériels.
Le 15 septembre 1950, le plan 100, ou opération Chromite, imaginé par le général Douglas Mac Arthur, est déclenché : une impressionnante force amphibie débarque à Inchon, près de Séoul, 300 km plus au Nord, coupant les lignes de ravitaillement des forces communistes.
Les troupes de l'ONU passent à la contre-offensive. C'est la remontée vers le Nord. En deux semaines, les troupes de l'ONU et les ROKs s'emparent de Suwon et du terrain d'aviation de Gimpo.
Le fleuve Han est franchi et Séoul reconquise le 26 septembre. Les armées du Nord refluent en masse.
Le 9 octobre, l'ONU donne son accord tacite pour une mission vers le Nord.
Le 17 octobre la 2e Division américaine, arrivée en Corée depuis le 31 juillet, franchit le 38e parallèle nord et entre à Pyongyang.
Le 20 octobre, une seconde force amphibie débarque à Wonsan sur la côte Est, où les ROKs l'ont précédée dans leur rapide avancée.
Fin octobre, les services de renseignements alliés savaient que l'Armée populaire de libération chinoise avait déjà amassé 316 000 soldats à la frontière en vue de venir soutenir l'armée de Corée du Nord.
L'ONU interdira toute intervention aérienne sur le sanctuaire mandchou en territoire chinois. Le 23 novembre, l'ensemble des forces alliées progresse sur trois axes en direction du Yalu et font pression aux frontières mandchoues et soviétiques.
Dans la nuit du 24 au 25 novembre, 500 000 combattants chinois attaquent violemment le Xe corps d'armée des États-Unis à l'ouest et les forces ROKs et des Nations unies à l'est. Plus de 100 000 combattants des Nations unies refluent vers le Sud en direction des ports de Wonsan et de Hungnam d'où ils seront évacués par l'US Navy. Séoul retombera aux mains des communistes fin décembre.

### Le BF/ONU arrive
C'est dans ces conditions que, arrivé le 29 novembre 1950 à Pusan, le bataillon Français de l'ONU rejoint ses cantonnements à Daegu pour une période d'entraînement et d'instruction d'un mois et recevoir ses équipements.
 Intégré le 15 décembre au 23rd Infantry regiment US, qui fait partie de la 2e Division d'infanterie US, il est engagé dans les violents combats en cours dans cette guerre de mouvement le 25 décembre.
- 7 janvier 1951: à Wonju, le BF/ONU reçoit mission de couvrir le flanc de la 2e Division en retraite. Cinq jours de combats ininterrompus allant jusqu'au corps à corps, les armes étant gelées.
- 1er et 2 février : encerclés à Twin tunnels, le 3e bataillon du 23e RI US et le BF/ONU résistent victorieusement à la 125e Division chinoise. Ce fait d'armes vaut au BF/ONU sa première Citation présidentielle américaine.
- 3 au 16 février : le 23e RI US (dont le BF/ONU) s'empare de Chipyong-ni à plus de 35 km en avant des points de résistance de la 8e Armée et, après trois jours d'encerclement (13 au 16 février), permet la relance d'une contre-offensive. Ce nouveau fait d'armes vaut au bataillon français sa première citation à l'Ordre de l'armée française et sa deuxième Citation présidentielle américaine.
- 3 au 5 mars : la prise de la cote 1037 par le BF/ONU ouvre la route d'Honchon et de Chuchon à la 2e DI dans le cadre de l'offensive alliée d'hiver.
- 6 avril : le BF/ONU franchit à son tour le 38e parallèle et, le 8, arrive le premier aux réservoirs de Hwachon.
- 16 au 23 mai : la 2e Division d'infanterie parvient à briser l'offensive chinoise de printemps grâce en partie au sacrifice de la Section « Pionniers » du BF/ONU qui y gagne sa deuxième citation à l'Ordre de l'armée française.
- Passant à la contre attaque le 23e RI franchit à nouveau le 38e parallèle et le BF/ONU entre le premier à Inje. Ces actions successives valent au bataillon français sa troisième citation à l'Ordre de l'armée française et Citation présidentielle américaine.
- Octobre 1951 : après 3 semaines de combats, le 23e RI s'empare au lance-flammes des avancées de la cote 851. À l'aube du 13 octobre, le dernier piton, Crève-cœur (Heartbreak ridge), tombe aux mains de la 2e compagnie du bataillon français (le film documentaire Crèvecœur, sorti en 1955, est basé sur ces évènements). Le commandant de la 2e compagnie, le capitaine Robert Goupil était mort au combat fin septembre.
- Consécutivement à l'ouverture des négociations d'armistice à Gaeseong, la guerre de mouvement se transforme en guerre de position. Le BF/ONU continue de prendre part à toutes les actions menées par la 2e DI. Il est en ligne dans le secteur du Triangle de fer tenu par les troupes des Nations unies tandis que Pyongyang est revenu aux mains des communistes.
- Hiver 1951 - 1952 : le BF/ONU tient position à Gumhwa.
- Juillet - août 1952 : sur White Horse et à T-Bone - Arrow Head, le 23e RI est au centre face à une puissante attaque chinoise en direction de Séoul qui échouera. Plus de 25 000 obus tirés par les automoteurs chinois tomberont en 24 heures rien que sur les positions tenues par les Français. Aux avant-postes, la section de pionniers, submergée et à court de munitions, se battra au corps à corps à coup de pelles. Contrevenant aux consignes, la section d'armes lourdes du BF/ONU se portera spontanément en appui décisif sur son flanc droit au bénéfice du 29e Régiment de la 9e Division d'infanterie coréenne en grande difficulté. Fait exceptionnel, le lieutenant « désobéissant » commandant ladite section d'armes lourdes, se verra, pour son action en faveur des Coréens, décerner la haute décoration « Ordre de mérite militaire HWARANG avec étoile d'argent » sur ordre du président de la république de Corée.

Ces actions vaudront au BF/ONU sa quatrième citation à l'ordre de l'armée française.
- Janvier 1953, le bataillon est à Songgok
- Juin 1953, le bataillon tient le secteur de Chumgasan à l'ouest de Gumhwa.

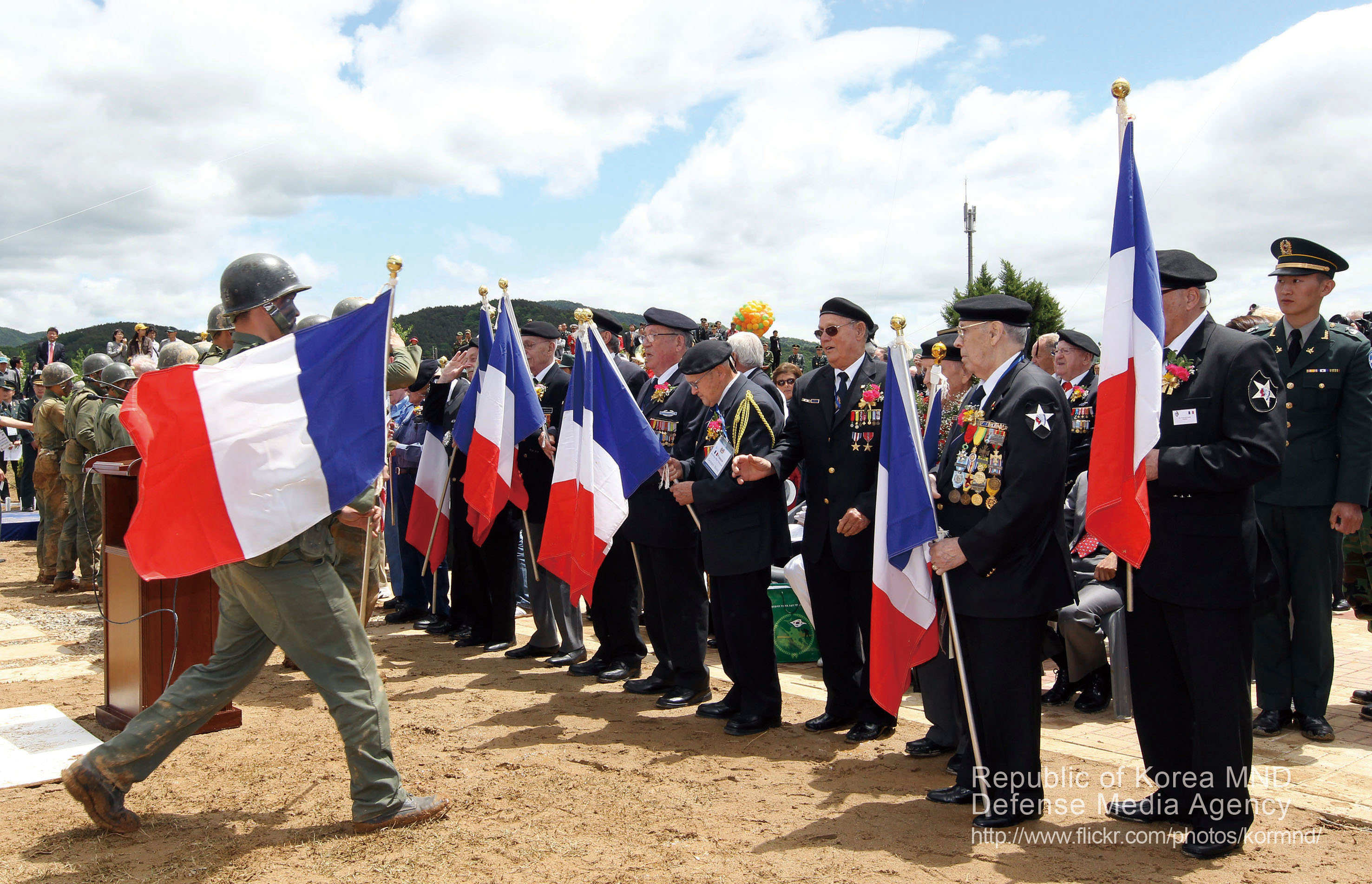
Cérémonie militaire franco-coréenne en commémoration de la bataille de Jipyeong-ri le 26 mai 2010.

## Décorations
Le bataillon français de l'ONU en Corée 1950 - 1953 a obtenu :
- 4 citations à l'ordre de l'Armée française
- 3 citations présidentielles américaines
- 2 citations présidentielles de la république de Corée
- 1 898 citations individuelles

## Commandants de l'unité
- Général de corps d'armée Ralph Monclar (officiellement comme lieutenant-colonel)
- Lieutenant-colonel Francois Borreill
- Lieutenant-colonel de Germiny

## Mémoire

### Monuments et rues
Dans le 4e arrondissement de Paris, une place, la place du Bataillon-Français-de-l'ONU-en-Corée, et un monument dans le square attenant, perpétuent la souvenir de cette unité.
À Rezé (dans la banlieue nantaise), un rond-point rappelle aussi cette unité.
Un mémorial, dédié aux guerres d’Indochine et de Corée a été inauguré en 2001 dans la commune morbihannaise de Lauzach. Le mémorial possède une stèle à la mémoire des 9 morbihannais morts en Corée.
Un monument lui est dédié au camp d’Auvours près de la salle d’honneur du 2e régiment d'infanterie de marine.

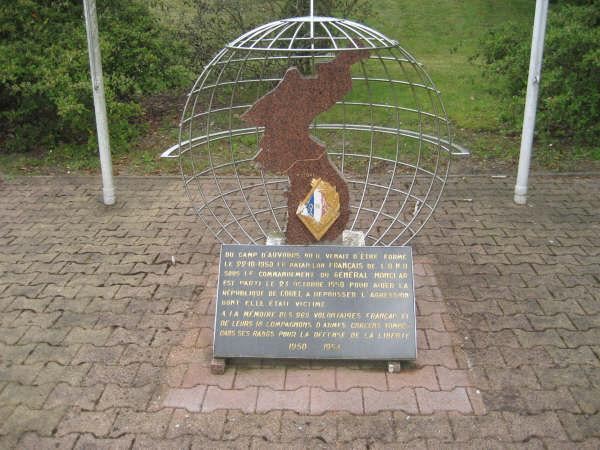
Insigne et plaque commémorative du bataillon français de l'ONU 1950–1953.
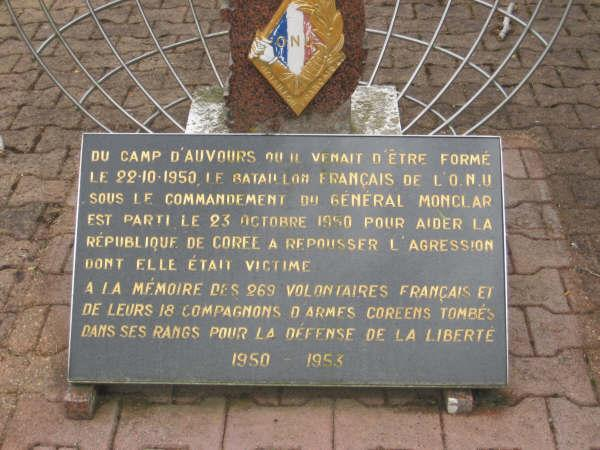
Plaque commémorative du bataillon français de l'ONU 1950–1953.

Une plaque est apposée sous l'Arc de triomphe de l'Étoile à Paris le 26 mai 2004, elle est la seule dédiée à une unité spécifique à cet endroit.

### Cimetière militaire des Nations unies
Dans le carré français du cimetière du mémorial des Nations Unies en Corée (재한유엔기념공원), à Busan (Corée du Sud), reposent 44 soldats français.

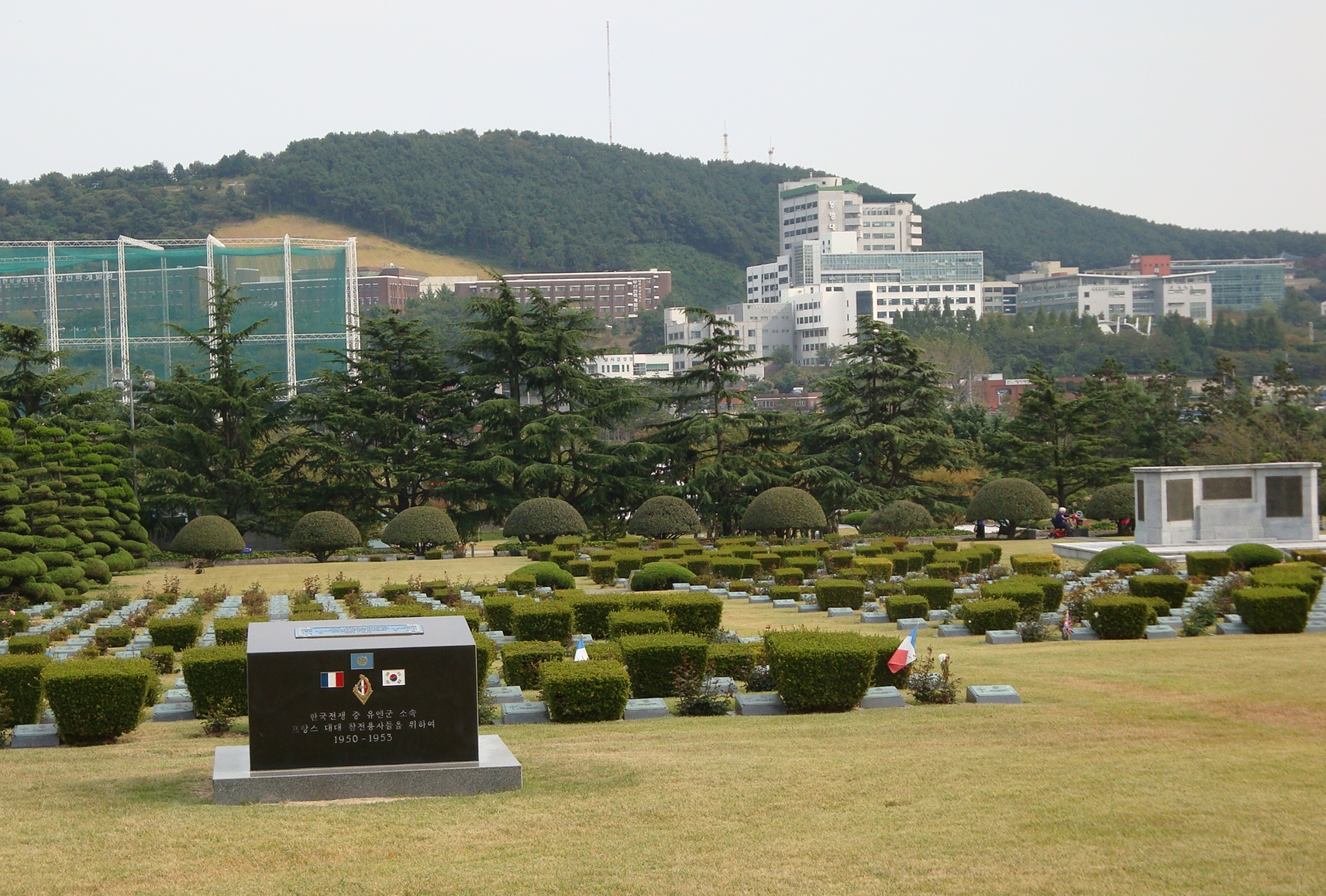
Carré français au cimetière militaire des Nations unies, à Busan.
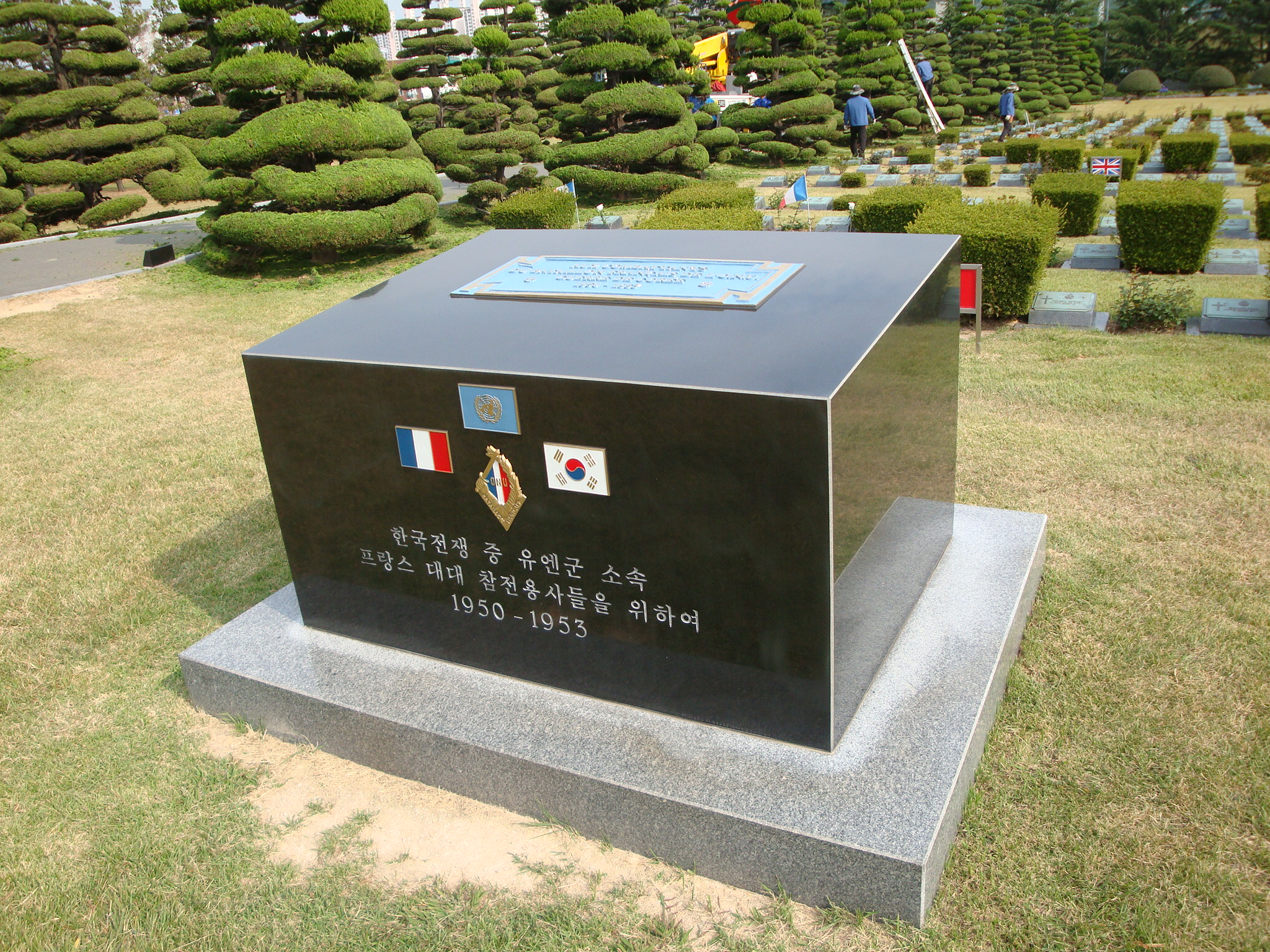
Monument du Bataillon Français au cimetière militaire des Nations unies, à Busan.
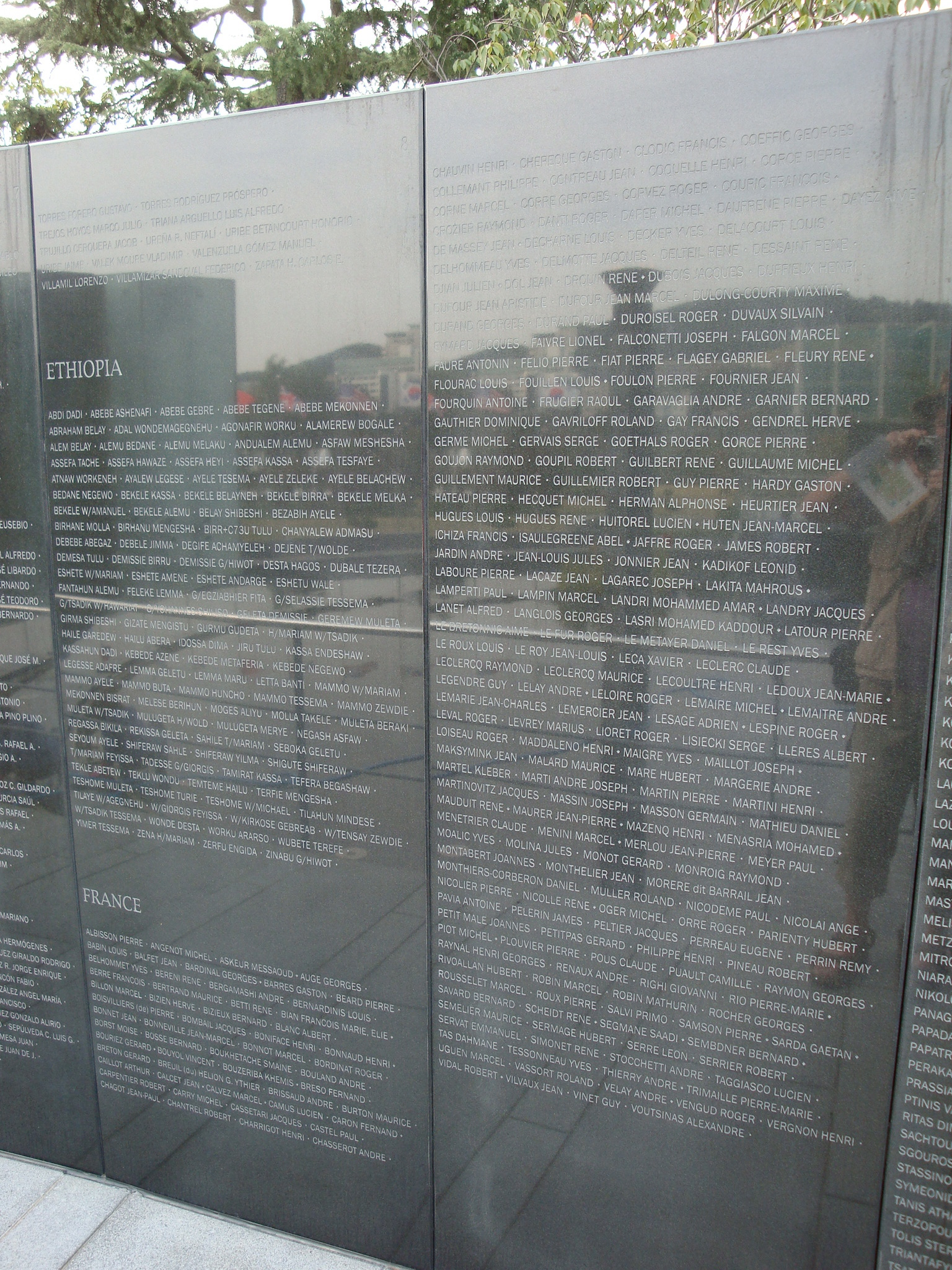
Mur du Souvenir (France) au cimetière militaire des Nations unies, à Busan.

### Associations
En France, la mémoire est perpétuée par deux Associations :
- Association Nationale des Forces Françaises de l'ONU et du Régiment de Corée (A.N.A.F.F. ONU BC et R.C. 156e R.I.) (Association « régimentaire » regroupant des anciens du bataillon Français de l'ONU et des marins de l'Aviso colonial La Grandière période 1950 à 1953, mais aussi des anciens du Régiment de Corée en Indochine (GM100) et en Algérie (156e RI, dissous en 1962).

Cette association a changé de nom et donc de sigle : Association Nationale des Anciens et Amis des Forces Françaises de l'ONU du bataillon et Régiment de Corée, 156e R.I. (ANAAFF ONU BC et RC 156RI). Son siège étant transféré 10, place Charles Digeon 94160 Saint-Mandé. Son Président est le Député-Maire Patrick Beaudouin.
- Association Nationale des Anciens Combattants de la Seconde (Indian Head) Division des États-Unis et du bataillon Français de l'ONU en Corée, Siège Social : chez son président, 8, rue Molière, 92400 Courbevoie. Cette association regroupait exclusivement des anciens du bataillon Français de l'ONU intégré au 23e RI U.S. de la 2e Division d'Infanterie des États-Unis. Frappée par les lois de la démographie, elle s'est auto-dissoute en 2000.

## Membres connus du bataillon français de l'ONU
par ordre alphabétique
- André Brunel (1912-1981), médecin-chef.
- Guy Delfosse (1925-1984), capitaine à l'époque, devenu général de division dans la Gendarmerie, tué en service commandé par des terroristes en 1984.
- Robert Goupil (capitaine) (1921-1951), commandant de la 2e compagnie, tué par un tir de mortier dans le massif de Crèvecoeur en Corée, le quartier Goupil, caserne de la Garde républicaine, est nommé d'après lui. La promotion 2023 de l'École Spéciale Militaire de Saint-Cyr Coëtquidan porte également son nom.
- Jules Jean-Louis (1916-1951), médecin-commandant, tué alors qu'il portait secours à des soldats coréens[6]. Il est l’un des deux seuls Occidentaux à avoir sa statue en Corée, l'autre étant le général Douglas Mac Arthur qui fut le premier commandant en chef des forces de l'ONU en Corée
- Jean Lartéguy (1920-2011), de son vrai nom Jean Pierre Lucien Osty, écrivain et journaliste
- Joël Le Tac (1918-2005), résistant, compagnon de la Libération, journaliste et homme politique
- Jean-Pierre Liron (1924-2007), général de corps d'armée, grand-croix de la Légion d'honneur, lieutenant au bataillon français de l’Onu (1951-52)
- Alfred Sirven (1927-2005), homme d'affaires, impliqué dans l'affaire Elf-Aquitaine
- Robert-André Vivien (1923-1995), homme politique
- Gustave Gatoux (né le 8 juin 1922 à Haillicourt, décédé à Lille le 25 juillet 1977), Sergent. Il est mentionné dans le livre High Tide the Korean War écrit par Léo Barron: “leading the way was 1st Sgt. Gustave Gatoux, who, “At the head of his group, led a violent counterattack, permitting the recapture of his positions. “ Award Citation for Gustave Gatoux. French Army, July 1951.

## Épilogue
Le bataillon français de l'ONU se transforma en bataillon de Corée, puis en régiment de Corée, puis en 156e régiment d'infanterie/régiment de Corée, gardant ses traditions et, notamment, son badge d'épaule « à la tête d'Indien » hérité de son passage dans le 23rd Infantry Regiment de la 2e division d’infanterie américaine et son insigne de béret spécifique.

### Indochine1953-1955
Début novembre 1953, le BF/ONU débarque à Saïgon pour participer à la guerre d'Indochine. Dédoublé en deux bataillons et renforcé de quatre compagnies autochtones, il prend le nom de régiment de Corée pour servir d'ossature au groupement mobile no 100 (GM 100). Les 7e et 8e compagnies du nouveau régiment furent constituées par intégration du célèbre commando Bergerol, des Khmers de Cochinchine. S'y adjoindra le bataillon de marche du 43e régiment d'infanterie coloniale. L'artillerie sera servie par le 2e groupe du 10e régiment d'artillerie coloniale avec douze pièces de 105 mm. Les douze chars seront ceux du 3e escadron du 5e régiment de cuirassiers, le « Royal Pologne ». Au total 3 500 hommes placés sous les ordres du colonel Barrou.
Principales batailles :
- La Pit
- Plei Rin
- Ankhê : le 24 juin 1954, le GM100 tombe dans une embuscade Viêt minh au col d'Ankhê et subit des pertes considérables (Bataille du col de Mang Yang)
- Dak ayun
- Dak Doa, 17-18 février 1954

En Indochine, le Régiment de Corée a perdu :
- 1er bataillon : 238 tués ou blessés, est cité à l'ordre de l'Armée.
- 2e bataillon : 202 tués ou blessés, est cité à l'ordre du Corps d'armée.

20 juillet 1954, cessez-le-feu en Indochine. Dissolution du GM 100. Le Régiment de Corée redevient alors bataillon de Corée. Embarque en unité constituée à destination de l'Algérie le 17 juillet 1955.

### Guerre d'Algérie1955-1962
- 10 août 1955 : le bataillon débarque à Alger et est implanté à Tefechoun
- Novembre 1955: s'installe dans le Constantinois à Sidi-Mabrouk
- le 10 novembre 1955, la cravate du drapeau du bataillon de Corée unité de tradition (ex-détachement et bataillon de l’ONU en Corée) reçoit la Fourragère aux couleurs du ruban de la Médaille militaire avec olive aux couleurs du ruban de la Croix de Guerre des théâtres d’opérations extérieurs.

croix de guerre T.O.E.

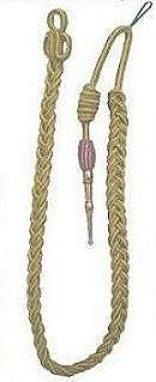
Fourragère aux couleurs du ruban de la médaille militaire avec olive aux couleurs du ruban de la Croix des T.O.E

- Début 1957 : fait mouvement sur Oued-Zenati (secteur de Constantine), puis le P.C. s'installe à Aïn Abid en décembre 1958 :
- 1er septembre 1960 : par changement d'appellation et de structure, le bataillon prend le nom de 156e régiment d’infanterie - régiment de Corée. La fourragère avec olive aux couleurs du ruban de la Croix de guerre des Théâtres d'opérations extérieurs obtenus par le régiment de Corée sera intégré aux décorations du 156e R.I.
- Les commandants de l'unité ont été :
  - commandant Récasens
  - lieutenant-colonel Jammes
  - lieutenant-colonel de Sèze
  - lieutenant-colonel de la Casinière
  - colonel Rollin.
  - lieutenant-colonel Lucca

Fin 1962, le régiment fait mouvement vers la métropole au camp de Sissonne où il sera dissous, le 11 novembre 1962.
Le régiment de Corée a perdu un minimum de 48 tués en Algérie.

## Sources et bibliographie
- Bataillon Monclar, Jacques Bouttin, 187 pages, Éditions du Scorpion, Paris, 1951
- Retour de Corée, Jean-Marie de PrémonvilleDE (tué à Chipyong-Ni), Pierre Dandy, Serge Bromberger, Henry De Turenne, 274 pages, Julliard, 1951.
- Parallèle 38, par Paul Mousset, Gallimard, 1951
- Un du bataillon Monclar, André Lemoine, 185 pages, Amiot Dumont, Paris, 1951
- Crèvecœur, Roger Lesage, Éditions France Empire, 1955. Transcription du script du film Crèvecœur de Jacques Dupont.
- Ma captivité en Corée du Nord, Révérend Père Coyos, Grasset 1954.
- L'assaut de Crèvecœur, par Olivier Le Mire, 205 pages, Documents du Monde, Paris, 1956
- Les Mercenaires, Jean Lartéguy, Presses de la Cité, Paris, 1960
- Un amour de Corée, Paul Mousset, Grasset 1961
- Erwan Bergot, Bataillon de Corée, les volontaires français 1950-1953, Presses de la Cité, 1983
- La marine nationale dans la guerre de Corée, Contre Amiral (cr) Louis Tailhades, Revue historique des armées, juin 1990.
- Avoir vingt ans à Chipyong-Ni'', Michel ROSSI, 324 pages dont 52 de photos, REMICOM, Courbevoie 1994.
- Prisonniers française en Corée, Charles Martel, Georges Perruche, Cahiers d'Histoire Sociale no 3, Albin Michel 1994.
- Le bataillon français de l’ONU en Corée (historique - 1950-1953), Jean-François Pelletier, Éditions des Argonautes
- Corée 1950-1953 L'héroïque bataillon français, Jacques Vernet, Pierre Ferrari, Lavauzelle, 2001
- Monclar, le Bayard du XXe siècle, Fabienne Monclar, Via Romana, 2014